# Zethus otomitus
Zethus otomitus är en stekelart som beskrevs av Henri Saussure 1875. Zethus otomitus ingår i släktet Zethus och familjen Eumenidae. Inga underarter finns listade i Catalogue of Life.